# LGBT práva v Turkmenistánu

Duhová mapa Turkmenistánu

Stejnopohlavní styk mezi muži je v Turkmenistánu ilegální a je trestán až dvouletým trestem odnětí svobody.
Trestní zákon z r. 1997 (účinný od 1. ledna 1998)
§ 135 Sodomie
"(1) Kdo dobrovolně vykoná sodomii, jíž se myslí dobrovolný pohlavní styk mezi dvěma muži, bude potrestán odnětím svobody až na dva roky."

## Shrnutí situace LGBT osob v Turkmenistánu
| Legální stejnopohlavní styk                                                              | Mužský ilegální (2 roky vězení) Ženský legální |
| Stejný věk legální způsobilosti k pohlavnímu styku pro obě orientace                     | / Pouze pro homosexuální ženy                  |
| Anti-diskriminační zákony v zaměstnání                                                   | No                                             |
| Anti-diskriminační zákony ve službách a v obchodu                                        | No                                             |
| Anti-diskriminační zákony v ostatních oblastech(nepřímá diskriminace, homofobní projevy) | No                                             |
| Stejnopohlavní manželství                                                                | No                                             |
| Stejnopohlavní soužití                                                                   | No                                             |
| Adopce dítěte stejnopohlavního partnera                                                  | No                                             |
| Společná adopce                                                                          | No                                             |
| Homosexuální jednotlivec může sloužit v armádě                                           | No                                             |
| Možnost změny pohlaví                                                                    | No                                             |
| Možnost umělého oplodnění pro lesbické ženy                                              | No                                             |
| Možnost náhradního mateřství                                                             | No                                             |